# Ben Arous (província)
A província de Ben Arous (em árabe: ولاية بن عروس; em francês: gouvernorat de Ben Arous) é uma província do norte da Tunísia, que integra a área suburbana de Tunes.
- capital: Ben Arous
- área: 761 km²
- população: 505 773 habitantes (2004); 616 000 (estimativa de 2013)
- densidade: 664,6 hab./km² (2004)

| Delegação                                                                       | População em 2004 |
| ------------------------------------------------------------------------------- | ----------------- |
| Ben Arous [ver nota]                                                            | 32 329            |
| Bou Mhel el-Bassatine                                                           | 27 977            |
| El Mourouj                                                                      | 81 986            |
| Ezzahra                                                                         | 31 792            |
| Fouchana                                                                        | 56 628            |
| Hammam Chott                                                                    | 24 847            |
| Hammam Lif                                                                      | 38 401            |
| Mohamedia                                                                       | 46 613            |
| Medina Jedida (Medida Nouvelle) [ver nota]                                      | 42 603            |
| Mégrine                                                                         | 24 031            |
| Mornag                                                                          | 53 709            |
| Radès                                                                           | 44 857            |
| Nota: as delegações Medina Jedida e Ben Arous constituem a cidade de Ben Arous. |                   |